# Hrîșivka, Borzna
Hrîșivka (în ucraineană Гришівка) este un sat în comuna Iadutî din raionul Borzna, regiunea Cernihiv, Ucraina.

## Demografie
Componența lingvistică a localității Hrîșivka
     Ucraineană (100%)
Conform recensământului din 2001, toată populația localității Hrîșivka era vorbitoare de ucraineană (100%).